# Lachlan Macquarie
Lachlan Macquarie, (/məˈkwɒrɪ/; skotsk gælisk: Lachann MacGuaire; 31. januar 1762 – 1. juli 1824) var en skotsk officer i den britiske hær og kolonibestyrer. Macquarie tjente som den femte og sidste selvstyrende guvernør i New South Wales fra 1810 til 1821. Han havde en ledende rolle i den sociale, økonomiske og arkitekturelle udvikling af kolonien. Historikere anser ham for at have haft en afgørende indflydelse på forvandlingen af New South Wales fra en straffekoloni til en fri bosættelse, og han spillede derfor en vigtig rolle i udviklingen af det australske samfund i det tidlige 19. århundrede.

## Tidlige liv og karriere
Lachlan Macquarie blev født på den lille ø Ulva ud for kysten af Mull i de Indre Hebrider, en øgruppe ud for vestkysten af Skotland. Han kom fra en skotsk højlandsfamilie, klanen MacQuarie, som ejede Ulva, Staffa og en del af Mull i mere end tusind år, og hans forfædre er begravet på Iona. Macquarie voksede op under beskedne kår. Hans far lejede sammen med to andre en lille gård på Mull. Hans mor var datter af en Maclaine høvding, som ejede et slot på Mull. Macquarie forlod øen, da han var 14 år. Hvis han, som traditionen foreskriver, gik på Royal High School i Edinburgh, har det kun været kortvarigt, da han stadig var 14, da han meldte sig til hæren.
Macquarie blev optaget i det 84. fodregiment 9. april 1777 og rejste med det til Nordamerika i 1777 for at deltage i den amerikanske uafhængighedskrig. På vej til Amerika var han som rekrut ombord på transportskibet Newcastle Jane, da det blev angrebet af en amerikansk kaper. Som det første britiske handelsskib lykkedes det for Newcastle Jane at vinde kampen mod et amerikansk kaperskib. Til at begynde med blev MacQuarie udstationeret i Halifax, Nova Scotia. Han blev udnævnt til sekondløjtnant fem måneder efter sin ankomst. 18. januar 1781 blev han forfremmet til løjtnant og overført til 71. fodregiment (skotsk højlandsregiment) og tjente hos dem i New York City, Charleston og Jamaica. I juni 1784 vendte han hjem til Skotland som løjtnant på orlov med halv løn. Tre år senere, juledag 1787, gik han igen i aktiv tjeneste som løjtnant i det 77. regiment, der blev udstationeret i Indien og Egypten. Han blev forfremmet til kaptajn 9. november 1789 og major 12. marts 1801. I 1801 var han med Sir David Baird og den indiske hær i Egypten med rang som deputeret generaladjudant, og han var med ved erobringen af Alexandria og den endelige uddrivelse af den franske hær fra Egypten. To år senere i 1803 var han i London som assisterende generaladjudant til Lord Harrington, som havde kommandoen over London-distriktet. Senere i 1803 og 1804 var han i aktiv tjeneste i Indien. Han vendte tilbage til London i 1807 som leder af det 73. fodregiment.
I 1793 giftede han sig med Jane Jarvis, datter af en højesteretsdommer på Antigua. Hun døde tre år senere af tuberkulose. I november 1807 giftede Macquarie sig med sin kusine Elizabeth Henrietta Campbell.

## Guvernør i New South Wales
8. maj 1809 blev Macquarie udnævnt til kaptajngeneral og guvernør i New South Wales. Han rejste 22. maj 1809 på HMS Dromedary, ledsaget af HMS Hindostan. Med sig på de to skibe havde han det 73. fodregiment. Han ankom til Sydney Cove 28. december og gik officielt i land 31. december og startede som guvernør dagen efter. Med udnævnelsen af Macquarie brød den britiske regering med sin praksis med at udnævne flådeofficerer til guvernørposten og valgte en officer fra hæren i håbet om, at han kunne styre det uregerlige New South Wales Corps, som havde stået bag mytteriet på hans forgænger. Da han ankom til Sydney i spidsen for sine egne tropper, blev han dog aldrig udfordret af New South Wales Corps, hvis medlemmer var optaget af landbrug og handel. Han udnævnte John Campbell til sin sekretær.
Macquarie blev forfremmet til oberst i 1810, brigadegeneral i 1811 og generalmajor i 1813, mens han var guvernør.
Macquaries første opgave var at genoprette lov og orden i kolonien efter romoprøret i 1808 mod guvernør William Bligh. Macquarie havde ordrer fra den britiske regering om at arrestere to af lederne fra oprøret John Macarthur og George Johnston. Da Macquarie ankom til Sydney, var både Macarthur og Johnston dog sejlet tilbage til England for at forsvare sig. Macquarie annullerede med det samme alle beslutninger taget af oprørsregeringen. For eksempel blev alle benådninger, lejemål og jordtildelinger udstedt af rebellerne trukket tilbage (mange af disse blev dog senere genudstedt).
Centralt for Macquaries politik var hans behandling af emancipister: straffefanger hvis domme var aftjent eller som var blev benådet helt eller betinget. I 1810 var der flere emancipister end frie bosættere, og Macquarie udnævnte emancipister til regeringspositioner: Francis Greenway til koloniarkitekt og William Redfern til koloniens kirurg. Hos de frie bosættere vakte det bestyrtelse, da han udnævnte emancipisten Andrew Thompson til magistrat, og da han inviterede emancipister til te i Government House (regeringsbygningen). Til gengæld forlangte Macquarie, at tidligere straffefanger levede som gode kristne, og at de regelmæssigt skulle gå i kirke. Ligeledes opfordrede han til formelle kristne (anglikanske) ægteskaber.
Selv om New South Wales Corps' monopol på magten var afsluttet (regimentet blev sendt hjem i 1810), så bevarede militæret sin indflydelse, også over retssystemet. Der var en stor kløft mellem officerer og kolonister, som omfattede frie bosættere og frigivne fanger.
Macquarie sørgede for den første officielle valuta specielt til brug i Australien. Udenlandske mønter var almindelige i koloniens tidlige år, men mange af disse mønter forsvandt ud af landet ved handel med besøgende handelsskibe. For at sikre en stabil pengemængde købte Macquarie i 1812 40.000 spanske dollarmønter og fik en dømt falskmøntner, William Henshall, til at lave et hul i centrum af mønterne og præge dem, så man kunne se, de hørte til i New South Wales og således forhindre dem i at blive brugt andre steder. Det udskårne hul blev værdisat til 15 pence og mønten (kendt som den hullede dollar) blev en fem-shilling. Den nye valuta blev annonceret i Sydney Gazette 10. juli 1813 med teksten 'falskneri, handel med falske mønter eller udførsel af den nye valuta ville blive straffet med syv år i Newcastles kulminer'.
På sit første af to besøg til bosættelsen Hobart Town ved Derwent River i Van Diemen's Land (nu Tasmanien) i november 1811, blev Macquarie forfærdet over den manglende plan for byen og beordrede regeringens landinspektør James Meehan til at lave en byplan med et rektangulært gadenet. Denne byplan kan ses i det nuværede centrum i Hobart.
New South Wales blev ramt af en alvorlig tørke i 1812 og 1813. Der var omfattende tab på afgrøder og dyr og i 1814 var mange bønder gået fallit på grund af tørken og den efterfølgende depression. MacQuarie prøvede i hele sin guvernørtid at øge landbrugsproduktionen, men den vedblev at være en af de største trusler for koloniens økonomi.
Efter afslutningen på napoleonskrigene i 1815 kom der en ny strøm af straffefanger og bosættere til New South Wales, da havene igen blev åbne for sejlads, og arbejdsløsheden og kriminaliteten steg i Storbritannien. Mens Macquarie var guvernør, var der en kraftig vækst i befolkningen og den økonomiske aktivitet. Da han rejste til London 15. februar 1822, var den hvide befolkning estimeret til 36.969.
Den første omfattende undersøgelse af straffekolonierne i Australien blev lavet af en undersøgelseskomite i 1812, og den støttede generelt Macquaries liberale politik. Komiteen mente dog, at færre fanger skulle have 'tickets of leave' (begrænset frihed) og modsatte sig, at guvernøren havde retten til at benåde fanger. Komiteen konkluderede, at kolonien skulle være så succesfuld som mulig, så den kunne skaffe arbejde til straffefangerne og opmuntre dem til at blive bosættere, når de fik deres frihed.
I 1814 blev der udstedt et nyt frihedsbrev for New South Wales. Det definerede, hvordan det civile retssystem skulle struktureres med en guvernørret, en viceguvernørret og en højesteret. Jeffrey Hart Bent, bror til koloniens rådgivende jurist, ankom til kolonien som den første dommer i den nye højesteret.
Der var stor mangel på advokater, men Macquaries anstrengelser for at give advokater med en fortid som straffefanger møderet for højesteret blev blokeret af Jeffrey Bent, som sammen med sin bror havde tætte bånd til militæret og fremtrædende bosættere. Senere i 1814 ankom to advokater, Frederick Garling og William Henry Moore, til New South Wales. Engelsk lov skulle så vidt muligt følges. Når nye forordninger og love var nødvendige, skulle de være i overensstemmelse med engelsk lov i så vid udstrækning som muligt. Mange bosættere var utilfredse med nogle af Macquaries forordninger og mente ikke at de var gyldige på den baggrund. Det blev hævdet i både New South Wales og England, at guvernørerne overskred deres beføjelser ved at lave forordninger, som var i konflikt med engelsk lov.

Macquaries forhold til det nye retssystem blev aldrig godt. Brødrene Bent, som havde centrale positioner i retssystemet, blev hurtigt guvernørens modstandere og personligt antipati påvirkede beslutninger på begge sider. Som de fleste guvernører før ham var Macquaries idealer blev undermineret af den barske virkelighed og konstante modstand. I 1816 håndhævede han sin nye proklamation mod indtrængen i guvernørens område, Government Domain, ved at lade tre indtrængere (alle frie bosættere) piske. Denne episode var en af flere, som Bent og andre klagede over til den britiske regering. Det resulterede i kraftig kritik fra koloniminister Lord Bathurst, og i 1819 blev John Thomas Bigge sendt til New South Wales for at undersøge MacQuaries embedsførelse. Bigge var i det store og hele enig med bosætternes kritik, og hans rapport førte til at Macquarie tog sin afsked i 1821. Han havde dog allerede siddet længere end nogen anden guvernør. Bigge anbefalede også, at ingen guvernør igen skulle styre som autokrat, og i 1824 blev New South Wales Legislative Council, Australiens første lovgivende organ, oprettet som støtte for guvernøren.

## Reformator og udforsker
Macquarie støttede i højere grad end tidligere guvernører udforskningen af kolonien. I 1813 gav han tilladelse til Blaxland, Wentworth og Lawsons succesfulde krydsning af Blue Mountains, hvor de nåede frem til det indre Australiens store sletteområder. Han gav ordre til grundlæggelsen af Bathurst, den første by i det indre Australien. Han udnævnte John Oxley til landinspektør og sendte ham på ekspeditioner op langs kysten af New South Wales og ind i landet for at finde nye floder og steder, der var velegnede til nye bosættelser. Oxley opdagede de frodige regioner Northern Rivers og New England i New South Wales og udforskede området, hvor Brisbane nu ligger.
I gadenettet i det centrale Sydney i dag, kan man genkende den byplan, som Macquarie lavede. Koloniens mest prestigefulde bygninger blev bygget på Macquarie Street. Nogle af disse står stadig i dag. Det, der er tilbage af det georgianske 'Rum Hospital', huser i dag New South Wales' parlament. Hospitalet blev måske tegnet af Macquarie selv i samarbejde med hans kone. Bygningens brede verandaer kan være inspireret af Macquaries kendskab til den engelske kolonialarkitektur i Indien. De fine stalde, som Macquarie bestilte til Government House, er i dag en del af Sydney Conservatorium of Music. Begge bygninger lod Macquarie opføre til trods for den britiske regerings forbud mod dyre offentlige byggerier i byen, og det viser, hvor stor en kløft ,der var mellem Macquaries vision om Sydney som en georgiansk by og den britiske regerings opfattelse af kolonien som en losseplads for fanger, der skulle koste så lidt som muligt.
Endnu en grundlæggende reform, som fik varig betydning, blev gennemført af Macquarie 15. august 1820, kort før han vendte hjem til England, da han beordrede al trafik i New South Wales til at holde sig til venstre.
Trods modstand fra den britiske regering, støttede Macquarie også grundlæggelsen af koloniens første bank, Bank of New South Wales, i 1817.

### Forholdet mellem aboriginere og bosættere
Macquaries politik i forhold til aboriginerne bestod i samarbejde og assimilering, men også militær tvang. Når det gjaldt de venligtsindede stammer, var hans strategi at udnævne en 'høvding' for hver klan, som så var ansvarlig for alle klanens medlemmer. Høvdingen blev identificeret med en brystplade i messing indgraveret med navn og titel. Selv om det var en typisk europæisk måde at forhandle på, svarede det ikke altid til personens status blandt de ældre i stammen. Macquarie var også den første, som gav land tilbage til aboriginerne som f.eks. områderne omkring Broken Bay og Georges Head.
I 1814 grundlagde Macquarie Native Institution i Parramatta til uddannelse af aboriginske børn. Aboriginske børn blev indskrevet i skolen, nogle gange med tvang, og opdraget i overensstemmelse med europæisk uddannelse og kultur. Selv om børnene blev behandlet godt i skolen, anses det af moderne sociologer for et bevidst forsøg på at undertrykke den aboriginske kultur. Moderne historikere har også identificeret tvangsfjernelsen af børn til skolen, som en årsag til den åbne konflikt mellem den indfødte befolkning og Macquaries administration, som startede i 1814 og varede mindst to år.
Når der var modstand fra aboriginerne, iværksatte Macquarie straffeekspeditioner. I april 1816 skrev han i sin dagbog:
Jeg har i dag beordret tre separate militærenheder til at trænge ind i det indre af kolonien for at afstraffe fjendtlige indfødte ved at fjerne dem helt fra landet og drive dem over bjergene, såvel som anholde de indfødte, som har begået de seneste mord og optøjer, så de kan straffes til afskrækkelse for andre. — Jeg har givet ordre til at tage så mange indfødte som muligt til fange med henblik på at holde dem som gidsler indtil de skyldige har overgivet sig eller er blevet udleveret af deres stammer. — I tilfælde af at de indfødte gør den mindste modstand eller nægter at overgive sig har officererne, der leder militærenhederne, bemyndigelse til at skyde mod de indfødte for at få dem til at overgive sig og hænge de døde op i træer for at sprede skræk og rædsel blandt de overlevende.

## Tilbagevenden til Skotland, død og eftermæle
Ledere blandt de frie bosættere klagede til London over Macquaries regeringsførelse, og i 1819 sendte den britiske regering den engelske dommer John Bigge til New South Wales for at lave en rapport over administrationen. I 1820 fik Macquarie besked om, at hans tredje anmodning om at fratræde som guvernør, var blevet efterkommet. Han fratrådte 30. november 1821 og sejlede tre måneder senere.
Macquarie vendte tilbage til Skotland og døde i London i 1824, mens han forsvarede sig mod Bigges anklager. Efter hans død forbedredes han omdømme, især blandt emancipister og deres efterkommere, som var størstedelen af Australiens befolkningen indtil guldfundene i 1851. I dag anses han for den mest oplyste og progressive af de tidlige guvernører, der prøvede at omdanne New South Wales fra en fangelejr til et land.
Den nationalistiske skole af australske historikere har gjort ham til en tidlig nationalhelt. Macquarie brugte formelt navnet Australien for kontinentet, som tidligere foreslået af Matthew Flinders, der var den første til at sejle rundt om Australien. Såvel som i de mange geografiske lokationer, der er opkaldt efter ham, mindes han i Sydney-universitetet Macquarie University.
Macquarie blev begravet på Isle of Mull i et mausolæum nær Salen med sin kone, datter og søn. Gravstedet vedligeholdes af National Trust of Australia og han er opført som "The Father of Australia" (Australiens fader).

## Mindesmærker
- En statue af Macquarie står i Hyde Park i centrum af Sydney ved en inskription, som begynder: "Han var den perfekte gentleman, kristen og en suveræn lovgiver med et menneskeligt hjerte." Inskriptionens korrekthed var været diskuteret med henblik på hans straffeekspeditioner.[46][47][48]

## Stednavne
Mange steder i Australien er opkaldt efter Macquarie (nogle af dem er navngivet af Macquarie selv). De omfatter:
I hans regeringsperiode eller kort efter:
- Macquarieøen mellem Tasmanien og Antarktis. Den tektoniske plade Macquarie Ridge og forkastningen nord for øen er også opkaldt efter Macquarie.
- Lake Macquarie ved kysten af New South Wales mellem Sydney og Newcastle blev omdøbt efter Macquarie i 1826
- Macquarie River, en betydelig flod i New South Wales, som løber gennem Bathurst, Wellington, Dubbo og Warren før den løber ud i Macquarie Marshes og Barwon River
- Mount Macquarie, det højeste bjerg i Blayney Shire 1100 meter over havets overflade. En overgang blev det kaldt Mount Lachlan
- Lachlan River, en anden betydelig flod i New South Wales
- Port Macquarie, en by ved udmundingen af Hastings River på Mid North Coast i New South Wales
- Macquarie Pass, en vej der krydser den stejle klippeside mellem Illawarra og Southern Highlandsen
- Macquarie Rivulet, en 23 kilometer lang flod som udspringer nær Robertson, New South Wales og løber ud i Lake Illawarra
- I og omkring Sydney:
  - Macquarie Culvert i Royal Botanic Garden, Sydney
  - Macquarie Street, en af de vigtigste gader i Sydneys centrum. New South Wales Parliament ligger her.
  - Macquarie Place, en lille park i Sydney centrum
  - Macquarie Lighthouse, Australiens første og længst fungerende fyrtårn
  - Det tidligere Fort Macquarie på Bennelong Point
  - Macquarie Fields, nu en forstad til Sydney, som er navngivet af landmåleren Evans efter guvernøren[49]
- I Tasmanien:
  - Macquarie Street, en af hovedgaderne i Hobart
  - Macquarie Street, en af hovedgaderne i den historiske by Evandale, grundlagt i 1811
  - Macquarie Harbour, på vestkysten
  - Macquarie River
- I New South Wales,
  - Macquarie Hill, tidligere Mount Macquarie, i Wingecarribee Shire, Southern Highlands, New South Wales
  - Macquarie Pier, bygget i 1818 ved Hunter River i Newcastles havn. Havnemolen forbandt Coal Island, nu kendt som Nobbys Head, til fastlandet ved South Head (nu Fort Scratchley)
  - Macquarie Arms Hotel i Windsor, New South Wales bygget i 1815. Det lukkede i 1840, men genåbnede i 1874 og har siden fungeret som hotel. Windsor har også en Macquarie Street
  - Lachlan Macquarie Ward, Parramatta, New South Wales

Mange år efter hans guvernørtid:
- Macquarie Park og Macquarie Links, forstæder til Sydney
- Macquarie Shopping Centre, North Ryde
- Macquarie, en forstad til Canberra
- Lachlan Street, Macquarie, Canberra
- Division of Macquarie, en af de første 75 valgkredse oprettet til det australske parlament i 1901

Institutioner opkaldt efter Macquarie:
- Macquarie Hospital, Sydney
- Macquarie University, Sydney
- Macquarie Bank, investeringsbank grundlagt i 1970
- Macquarie Community College, voksenuddannelsescenter i det nordvestlige og vestlige Sydney
- Lachlan Macquarie Chambers, det største og ældste barristers' chambers i Parramatta